# سیارک ۴۱۱۴
سیارک ۴۱۱۴ (به انگلیسی: 4114 Jasnorzewska، نامگذاری:1982QB1) چهار هزار و صد و چهاردهمین سیارک کشف شده‌است که در ۱۹ اوت ۱۹۸۲ کشف شد.
قدر مطلق سیارک برابر ۱۳٫۸۰ است.